# Josef Havlíček

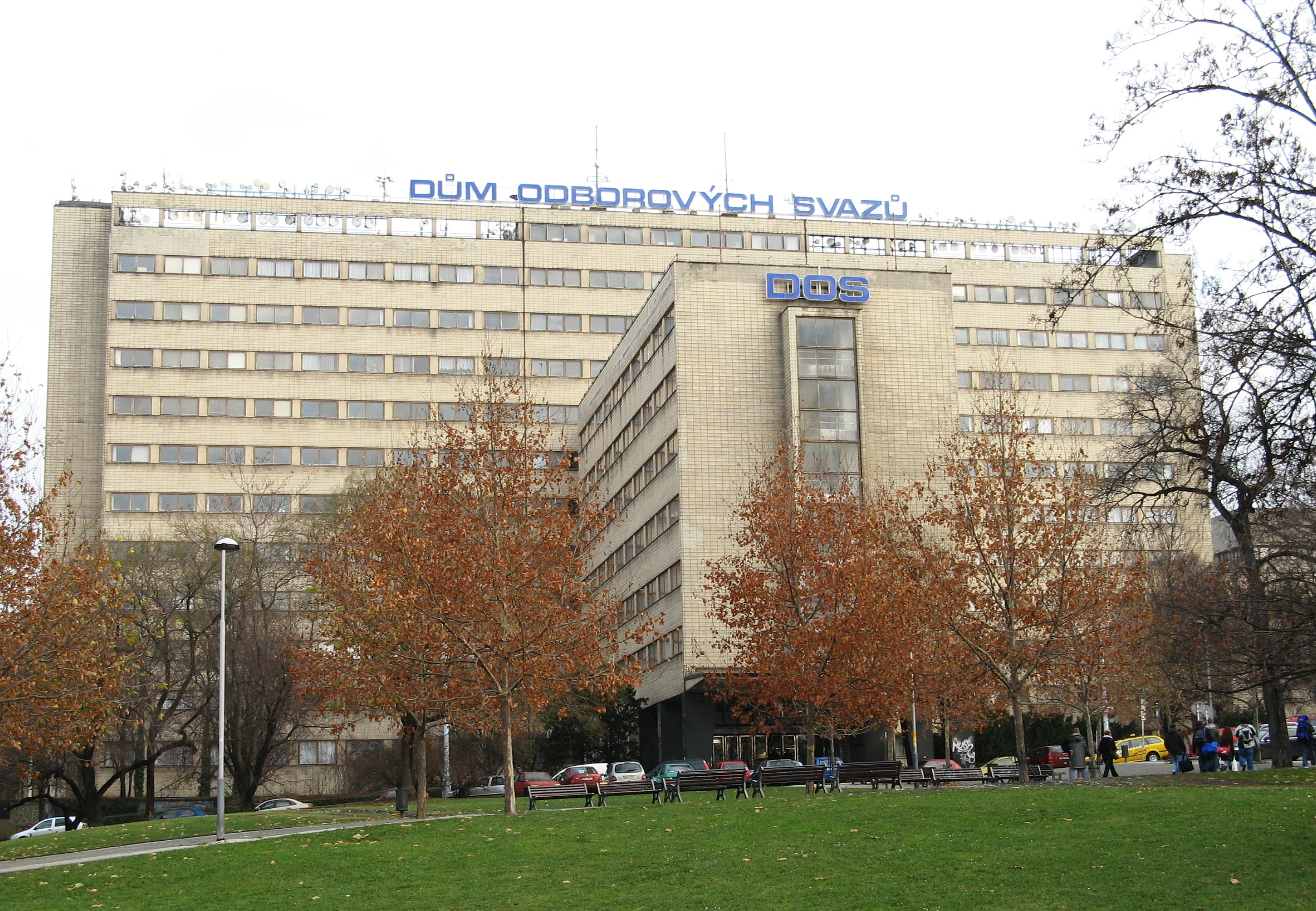
Caja Central de Pensiones, Žižkov, Praga (1929-1934)

Josef Havlíček (Praga, 5 de mayo de 1899 - Praga, 30 de diciembre de 1961) fue un arquitecto racionalista checo. 

## Trayectoria
Estudió en la Universidad Técnica de Praga (1916-1924) y la Academia de Bellas Artes de Praga (1924-1926), donde fue discípulo de Josef Gočár.
Entre 1928 y 1936 trabajó asociado a Karel Honzík, con quien fue autor de la Caja Central de Pensiones de Praga (1929-1934), uno de los mejores ejemplos del funcionalismo checo y el primer edificio de gran altura en Praga.
Ya en solitario compaginó la arquitectura con el urbanismo, la escritura y el diseño de mobiliario y objetos. Fue miembro del grupo artístico Devětsil y del Congreso Internacional de Arquitectura Moderna (CIAM).